# Kościół Bożego Ciała w Uniejowie
Kościół Bożego Ciała – drewniany kościół, który znajdował się w Uniejowie. Rozebrany w 1941 roku.

## Historia
Pierwszy kościół powstał w XVIII wieku. Była to niewielka świątynia, bez wieży. Dach kryty gontem z małą sygnaturką. Rozbudowany 1790 roku. W 1810 roku zamieniony na ewangelicki. W 1852 roku odzyskany przez katolików. W 1860 roku remontowany, rok później konsekrowany.
W 1865 roku zniszczony, a następnie odbudowany. W 1870 roku dobudowano prezbiterium. w 1875 roku zniwelowano stare stropy i wyłożono nowe. Po 1890 roku powstało boczne wejście i nowa scholka (Chór muzyczny). W 1900 roku wymieniono dach, a rok później obok kościoła wybudowano drewnianą dzwonnicę.
7 lipca 1910 roku kościół zniszczyła wichura – został zamknięty i dokonano koniecznych remontów, które trwały w sumie dwa lata. W 1911 roku zawaliło się prezbiterium. Odbudowano cały kościół w 1915 roku. W 1916 roku zawieszono nową sygnaturkę. W 1926 roku zwieszono dzwony z dzwonnicy, po czym w 1929 roku wieżę rozebrano. Ostatecznie kościół rozebrano w 1941 roku.